# Аткинс, Гарретт
Гарретт Бернард Аткинс (англ. Garrett Bernard Atkins, 12 декабря 1979, Ориндж, Калифорния) — американский бейсболист, игрок третьей базы. Выступал в Главной лиге бейсбола с 2003 по 2010 год. Большую часть карьеры провёл в составе клуба «Колорадо Рокиз».

## Биография

### Ранние годы и начало карьеры
Гарретт Аткинс родился 12 декабря 1979 года в городе Ориндж, Калифорния. Он был старшим из двух детей в семье Рона и Дианы Аткинс. Его отец работал менеджером по маркетингу, мать была директором школы. Благодаря гибкому рабочему графику Рон Аткинс много времени проводил с сыном и был его первым тренером. Гарретт с детства увлекался бейсболом, его любимым игроком был аутфилдер «Сан-Диего Падрес» Тони Гвинн.
С 1993 по 1997 год Аткинс учился в старшей школе при Калифорнийском университете в Ирвайне. В составе школьной бейсбольной команды он играл на позициях питчера, аутфилдера и игрока третьей базы. В выпускном классе он установил рекорд школы, выбив тринадцать хоум-ранов. С показателем отбивания 55,7 % Гарретт входил в число самых перспективных выпускников школ. На драфте Главной лиги бейсбола 1997 года его в десятом раунде выбрал клуб «Нью-Йорк Метс». Аткинс предпочёл продолжить учёбу и из ряда предложений спортивной стипендии выбрал Калифорнийский университет в Лос-Анджелесе.
В составе «УКЛА Брюинс» Аткинс играл вместе с другой будущей звездой лиги Чейзом Атли. В 1998 году Гарретт установил рекорды для новичков команды по числу выбитых даблов (22) и хитов (85). Он также провёл рекордную серию из тридцати трёх результативных игр. В течение следующих двух лет он провёл за команду все матчи без замен. Аткинс стал первым игроком в истории университета, который на протяжении трёх сезонов включался в сборные всех звёзд конференции и национального чемпионата. Карьеру в NCAA он завершил с показателем отбивания 36,9 % — четвёртый показатель в истории команды.
В июне 2000 года на драфте его в пятом раунде выбрал клуб «Колорадо Рокиз». После этого Гарретт отказался от последнего года обучения и подписал с командой профессиональный контракт. Сразу после этого он был отправлен в фарм-клуб А-лиги «Портленд Рокиз».

### Младшие лиги
В чемпионате Северо-западной лиги 2000 года Аткинс провёл за «Портленд» шестьдесят девять матчей. Он стал лучшим в команде по показателю отбивания, количеству выбитых хоум-ранов и набранных RBI. Гарретт был признан Самым ценным игроком лиги, хотя его команда заняла последнее место в дивизионе. Перед началом сезона 2001 года его перевели в состав «Сейлем Эвеланш» из Лиги штата Каролина. В клубе его задействовали на первой базе. По итогам чемпионата Аткинс был включён в сборную звёзд лиги. Издание Baseball America поставило его на третье место в рейтинге перспективных игроков системы «Рокиз», а клуб удостоил его награды Лучшему молодому игроку в организации.
В 2002 году он продвинулся на уровень выше в фарм-системе «Колорадо» и провёл сто двадцать восемь игр за «Каролину Мадкэтс». Там же его перевели на позицию игрока третьей базы. Сезон 2003 года Гарретт начал в «Колорадо-Спрингс Скай Сокс» в Лиге Тихоокеанского побережья. Благодаря успешной игре по ходу чемпионата, в августе Аткинса вызвали в основной состав «Рокиз». В Главной лиге бейсбола он дебютировал в выездном матче в Питтсбурге, отметившись даблом. Ещё несколько матчей за клуб он провёл в сентябре, но действовал не лучшим образом. После окончания сезона Гарретт был вызван в сборную США, которая в ходе подготовки к квалификационному турниру Олимпиады играла в Аризонской осенней лиге.
2004 год Аткинс почти целиком провёл в составе «Скай Сокс». Несмотря на пропущенные из-за болезни пятнадцать матчей, он с показателем отбивания 36,6 %, 15 хоум-ранами и 94 RBI стал лучшим атакующим игроком лиги. Гарретт был включён в сборную звёзд лиги, а в сентябре снова получил вызов в основной состав «Рокиз». В Главной лиге бейсбола он сыграл в пятнадцати матчах.

### Главная лига бейсбола
После окончания сезона 2004 года состав «Колорадо» покинул Винни Кастилья. Гарретт занял освободившееся место игрока третьей базы. Из-за травмы колена он пропустил первые восемнадцать игр сезона, но после возвращения в строй Аткинс провёл сильный сезон. В 138 сыгранных матчах он отбивал с показателем 28,7 %, выбил 13 хоум-ранов и набрал 89 RBI. Гарретт стал самым результативным игроком клуба и лучшим среди новичков лиги. Несмотря на свои показатели, в голосовании, определявшем Новичка года, он занял только четвёртое место.
Во втором полном сезоне в составе «Рокиз» Аткинс сыграл в 157 матчах, установив личные рекорды по числу хоум-ранов, RBI и ранов. На протяжении почти всего сезона его показатель отбивания не опускался ниже отметки в 30,0 %. Тем не менее, Гарретт не вошёл в число участников Матча всех звёзд и не получил никаких индивидуальных призов по итогам чемпионата. Сезон 2006 года стал пиком его карьеры в лиге.
В 2007 году «Колорадо» пробились в плей-офф, проведя победную серию в концовке чемпионата. В последних пятнадцати матчах команда одержала четырнадцать побед. Гарретт в этих играх отбивал с показателем 41,4 %, но в играх на вылет в его игре наступил спад. В Дивизионной серии «Рокиз» в трёх матчах обыграли «Филадельфию». Аткинс реализовал всего три выхода на биту из тринадцати. Чемпионская серия Национальной лиги завершилась сухой победой «Колорадо» над «Аризоной», но показатель отбивания Гарретта в четырёх матчах составил всего 14,3 %. В Мировой серии команда уступила «Бостону» со счётом 0:4.
Эффективность Аткинса на бите продолжала снижаться. Его показатель OPS с 2006 по 2008 год сократился с 96,5 % до 78,0 %. При этом в 2008 году он выбил 21 хоум-ран и набрал 99 RBI. Перед началом сезона 2009 года Гарретт продлил контракт с «Рокиз» на один сезон с зарплатой 7,05 млн долларов. Чемпионат для него сложился неудачно и по его ходу он уступил место в основном составе Иэну Стюарту. 12 декабря 2009 года руководство клуба объявило, что не будет подписывать с ним новый контракт. Спустя десять дней Аткинс подписал однолетнее соглашение на 4 млн долларов с «Балтимором». В новой команде у него не получилось перезапустить свою карьеру и в июле 2010 года он был отчислен.
В январе 2011 года Гарретт подписал контракт с «Питтсбургом», но был отчислен из клуба уже 21 марта, после провальных предсезонных сборов. После этого он объявил о завершении игровой карьеры.

### После бейсбола
Закончив выступления, Аткинс с супругой Даниэлой и сыном Томасом жил в Ирвайне. В декабре 2015 года он продал свой дом в Калифорнии за 4,5 млн долларов. По состоянию на 2017 год Гарретт с семьёй проживал в пригороде Денвера Касл-Пайнс.